# Zbigniew Stadnicki
Zbigniew Stadnicki herbu Szreniawa bez Krzyża (ur. w Stadnikach, zm. 1411/4) – protoplasta rodziny Stadnickich, burgrabia zamku krakowskiego, podstarości krakowski.
W dokumencie z 1394 r. wymieniony jest Zbigniew Stadnicki, burgrabia zamku w Krakowie, jako jeden z dwóch świadków przy zakupie wsi Kargów i Damborzyn w Tyńcu.
Miał syna Mikołaja (zm. 1450/2) rycerza pasowanego, najwyższego łożnego królewskiego, czyli podkomorzego dworu od r. 1438.
Wnukiem Zbigniewa był Mikołaj Stadnicki ze Żmigrodu h. Drużyna (ok. 1446-1490), kasztelan przemyski, wojewoda bełski.